# Chemins de fer de l’Ouest

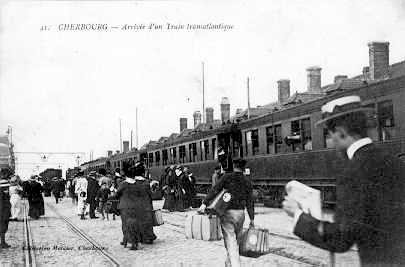
New-York-Express der Ouest in Cherbourg, ca. 1900

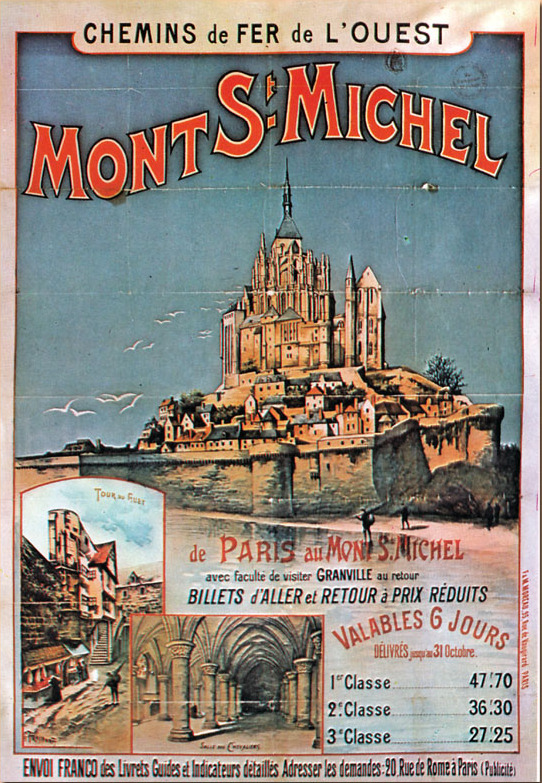
Werbeplakat der Ouest, vor 1928

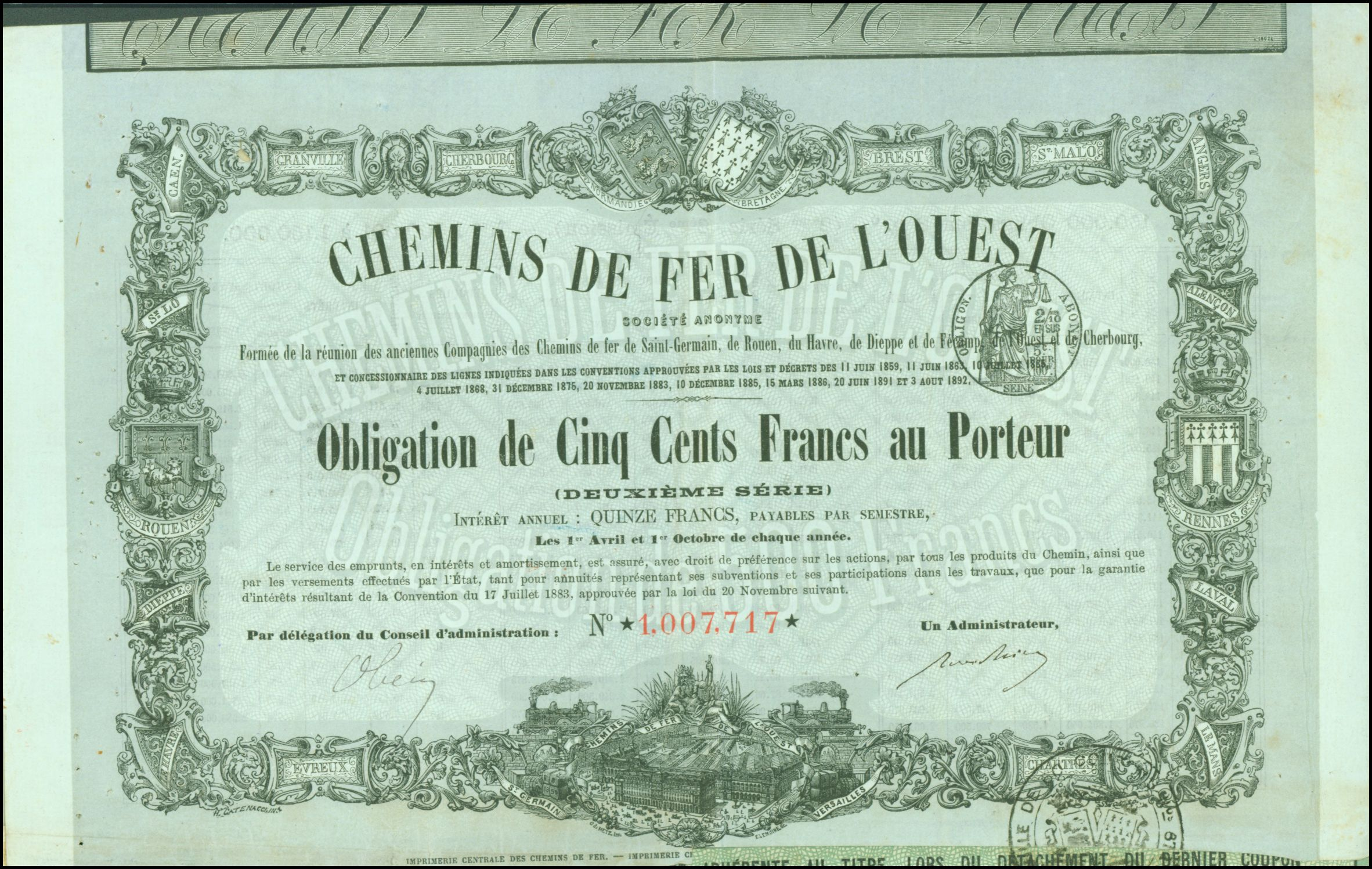
Obligation über 500 Francs der Chemins de fer de l'Ouest vom 3. August 1892

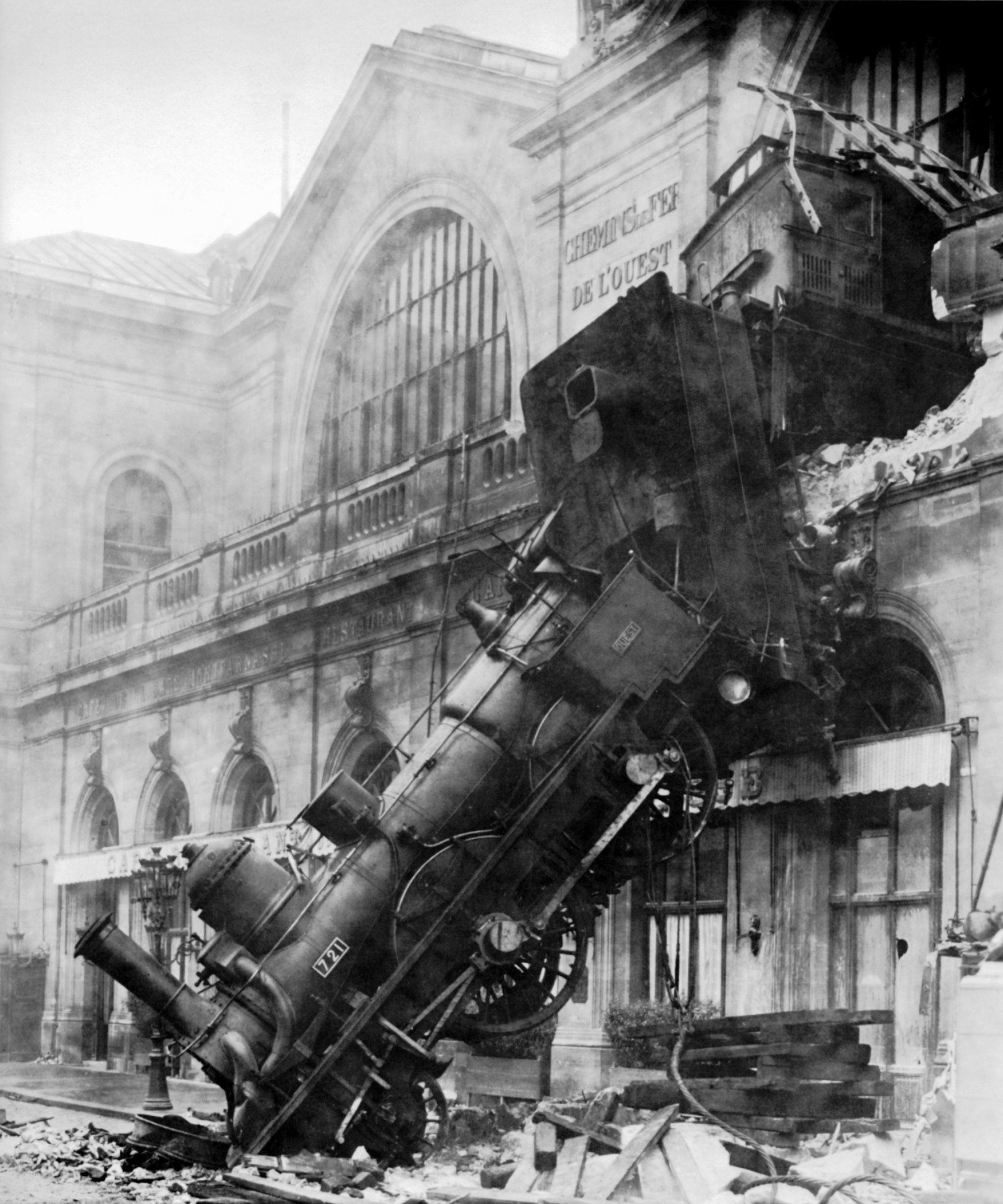
Eines der bekanntesten Bilder eines Eisenbahnunfalls: 1895, Lokomotive der Ouest vor deren Bahnhof Paris-Montparnasse

Die Compagnie des chemins de fer de l’Ouest, auch nur als l’Ouest bezeichnet, war eine französische Eisenbahngesellschaft, die von 1855 bis 1909 existierte.

## Geografische Lage
Von den Pariser Bahnhöfen Saint-Lazare und Montparnasse aus erstreckte sich das Einzugsgebiet der Ouest mit vielen Zweigstrecken zur Normandie und Bretagne. Die Strecken der Ouest verbanden die Strecken der Chemins de fer du Nord mit denen der Chemin de fer Paris-Orléans.

## Geschichte

### Gründung
Die Gesellschaft wurde am 7. April 1855 durch Fusion mehrerer Eisenbahnunternehmen gegründet, die die Hauptstrecken Paris–Versailles–Saint-Germain-en-Laye (mit dem Bahnhof Saint-Lazare), Paris–Rouen, Rouen–Le Havre, Paris–Rennes und Paris–Caen–Cherbourg einbrachten. Der Regierungserlass zur Gründung der Gesellschaft bewilligte zugleich Zuschüsse und Zinsgarantien, verpflichtete aber die Gesellschaft auch zum Bau von mehr als 800 km neuer Strecken in Normandie und Bretagne. Die Länge der konzessionierten Strecken im Jahr 1855 betrug 2.079 km.

### Ausbau
Nach Verträgen vom 29. Juli 1858 und 11. Juni 1859 (Dekret vom 11. Juni 1859) erhielt die Ouest gemeinschaftlich mit der Nord die Konzession für die Linie Rouen–Amiens, ferner für die Linie Paris–Dieppe, Pont-l’Évêque–Trouville-sur-Mer und Laigle–Conches-en-Ouche. Weitere Konzessionen erhielt die „Ouest“ 1863 für 164 km Strecken, 1865 für den Südabschnitt („Rive Gauche“) der Chemin de Fer de Petite Ceinture, der inneren Pariser Gürtelbahn, sowie bis 1875 für weitere knapp 300 km Strecken. Von den konzessionierten Linien waren zehn in einer Ausdehnung von 110 km allein auf Kosten der Gesellschaft auszuführen. Für die übrigen vier Linien wurden Subventionen gewährt. Das Netz wurde buchhalterisch in ein altes und neues aufgeteilt, wobei für letzteres eine 4,65%ige Zinsgarantie auf 50 Jahre gewährt wurde. Das hieß, dass der Staat die Differenz zwischen dem Ertrag der Strecken und dem garantierten Zinssatz gegebenenfalls ausglich.
1877 erprobte die Ouest als erste Eisenbahngesellschaft in Frankreich die durchgehende Druckluftbremse, die ab 1880 im ganzen Land allmählich die Bremser ersetzte.
Auf Grund eines Vertrags vom 17. Juli 1883 und dem Gesetz vom 20. November 1883 erhielt die Ouest nochmals Konzessionen für Strecken von 1.185 km Länge, bedingte Konzessionen für weitere 233 km und die Option über 200 km noch nicht festgelegter Linien. Ferner trat der Staat 877 km Strecken der Staatsbahn Compagnie des chemins de fer de l'État (ETAT) an die Ouest ab. Im Gegenzug verpflichtete sich die Gesellschaft, den Betrieb von Lokalbahnen in ihrem Einzugsgebiet nach Maßgabe der Regierung zu übernehmen.
Ende 1883 betrug die konzessionierte Streckenlänge 5.731 km, wovon 3.917 km in Betrieb waren. 1885 wurde von der Generalversammlung ein Aufwand von 10.000 Francs pro Kilometer zur Anlage zweigleisiger Strecken bewilligt, während der Staat zur Verzinsung hierzu aufgenommenen Anleihen einen Zuschuss bis 1956 zusagte. Auch genehmigte die Generalversammlung, dass die Gesellschaft sich an einem schmalspurigen bretonischen Eisenbahnnetz, das über 97 km eingleisig in Meterspur ausgeführt werden sollte, beteiligte. Weitere Streckenkonzessionen erfolgten bis 1902.
Lokomotiven bezog die Gesellschaft häufig aus Großbritannien. 1899 war die Ouest im Besitz von 1492 Lokomotiven, 4378 Personen- und 26 487 Güterwagen.
1895 ereignete sich ein Eisenbahnunfall mit einer Lokomotive der Ouest im Bahnhof Montparnasse in Paris. Nach einer Prellbocküberfahrt stürzte die Lokomotive auf den Bahnhofsvorplatz. Das Foto der verunglückten Lokomotive, die vor der Fassade des Bahnhofs „Handstand“ macht, ist sehr bekannt und wird bis heute immer wieder verwendet.

### Verstaatlichung
Trotz ihrer stetigen Expansion und der Unterstützung in Teilbereichen durch den Staat befand sich die Gesellschaft meistens in einer wirtschaftlich prekären Situation, da sie strukturschwache Gebiete im Nordwesten Frankreichs mit relativ geringem Verkehrsaufkommen, bei relativ großer Streckenlänge bediente. Dies führte dazu, dass der Staat sich letztendlich gezwungen sah, die Bahn zu übernehmen. Aufgrund des Gesetzes vom 18. Dezember 1908 wurde die Ouest zum 1. Januar 1909 verstaatlicht und von der Staatsbahn ETAT übernommen. Die Ouest sollte jedoch zur vollständigen Tilgung ihrer Verbindlichkeiten bis 1956 formal bestehen bleiben. Ende 1910 umfasste das im Betrieb stehende Hauptbahnnetz der verstaatlichten Ouest 6.068 km. Durch die Fusion erhielt die ETAT, die 1878 als Auffanggesellschaft einiger notleidender Bahnen gegründet worden war, erstmals eigene Bahnhöfe in Paris.